# Vânători (Mehedinți)
Vânători è un comune della Romania di 2252 abitanti, ubicato nel distretto di Mehedinți, nella regione storica dell'Oltenia. 
Il comune è formato dall'unione di 2 villaggi: Roșiori e Vânători.